# Zamarada ilma
Zamarada ilma là một loài bướm đêm trong họ Geometridae.